# Levél
Levél là một thị trấn thuộc hạt Győr-Moson-Sopron, Hungary. Thị trấn này có diện tích 24,91 km², dân số năm 2010 là 1808 người, mật độ 73 người/km².